# Мазки (Черниговская область)
Мазки (укр. Мазки) — село в Прилукском районе Черниговской области Украины. Население — 265 человек. Занимает площадь 1,212 км².
Код КОАТУУ: 7424185101. Почтовый индекс: 17524. Телефонный код: +380 4637.

## География
Ближайшие населенные пункты: Приозерное и Пролетарское 2 км, Перше Травня и Шевченко 4 км.

## Власть
Орган местного самоуправления — Мазковский сельский совет.

## Галерея

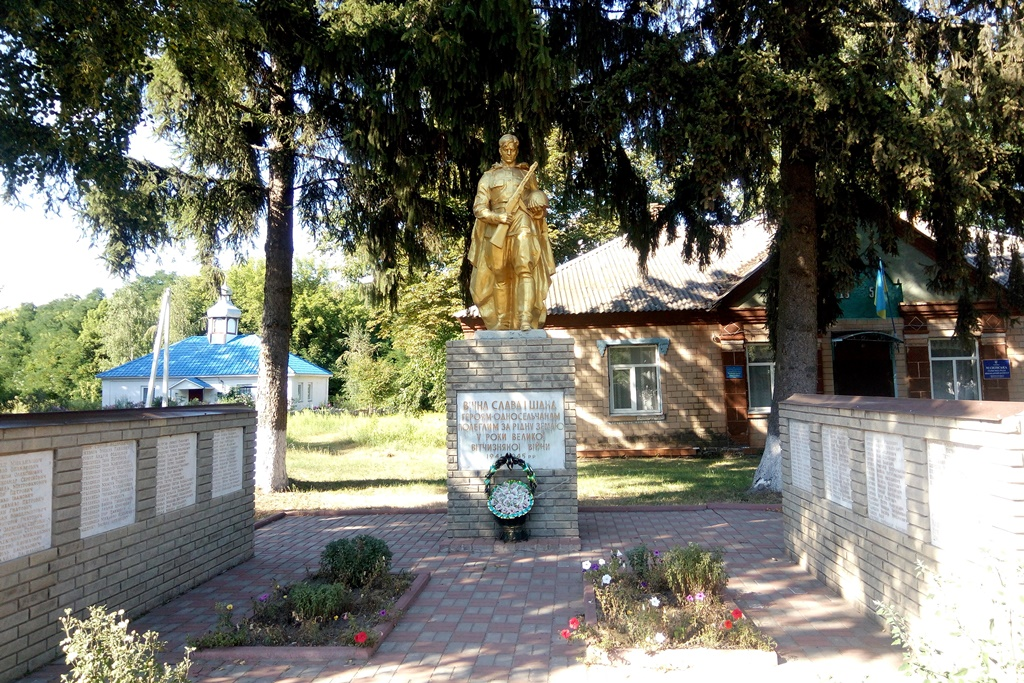
Памятник погибшим красноармейцам в годы Великой Отечественной войны
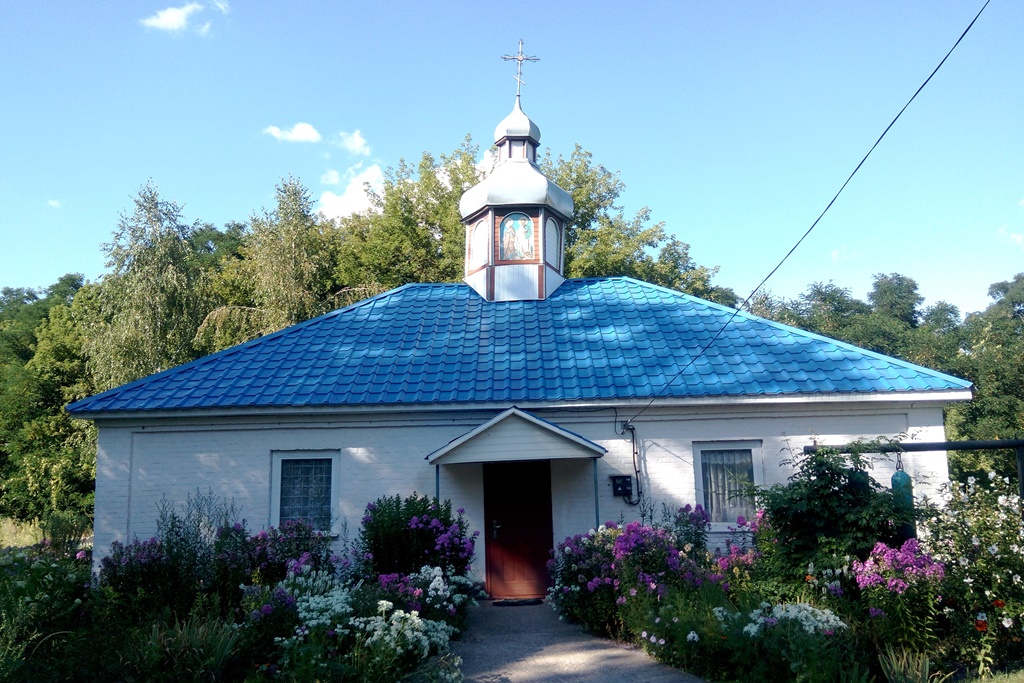
Церковь в помещении бывшей школьной библиотеки
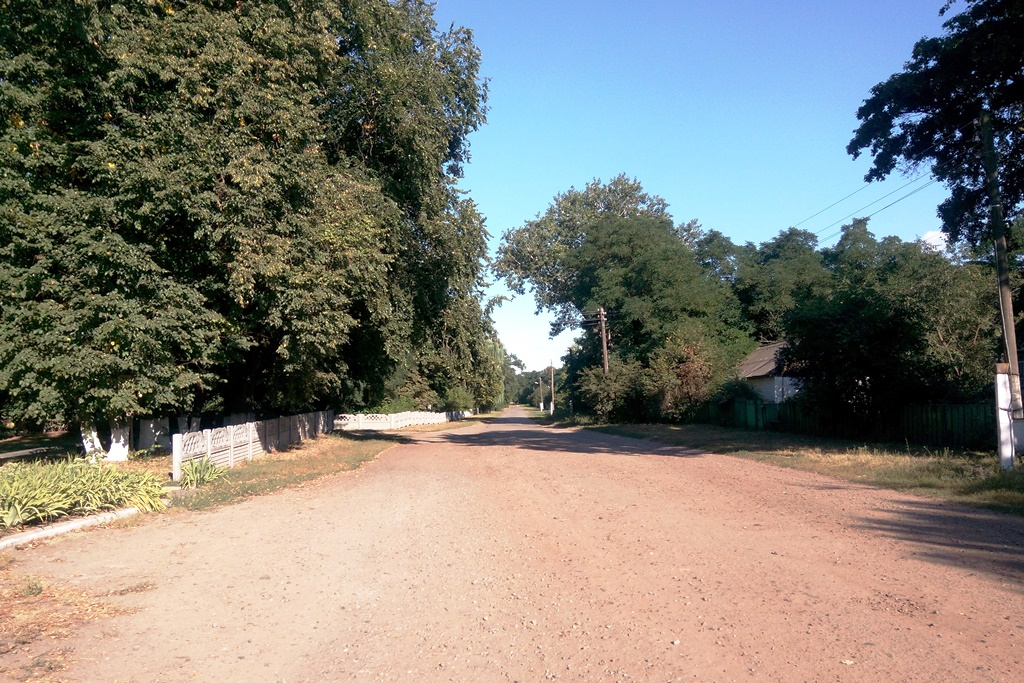
Улица Мира
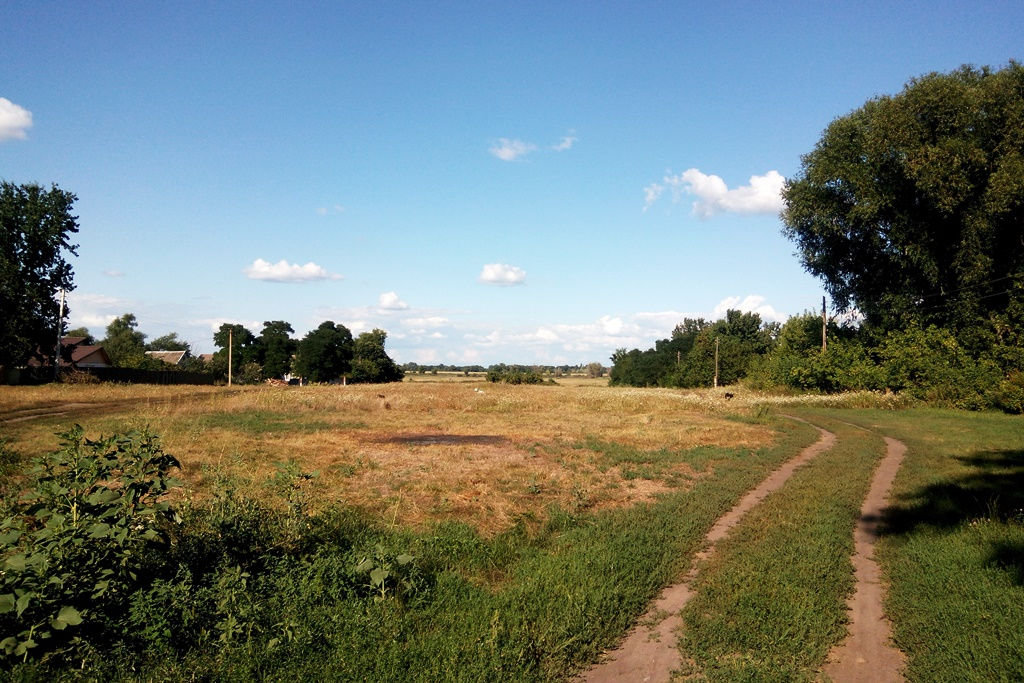
Сельский пейзаж и пастбище
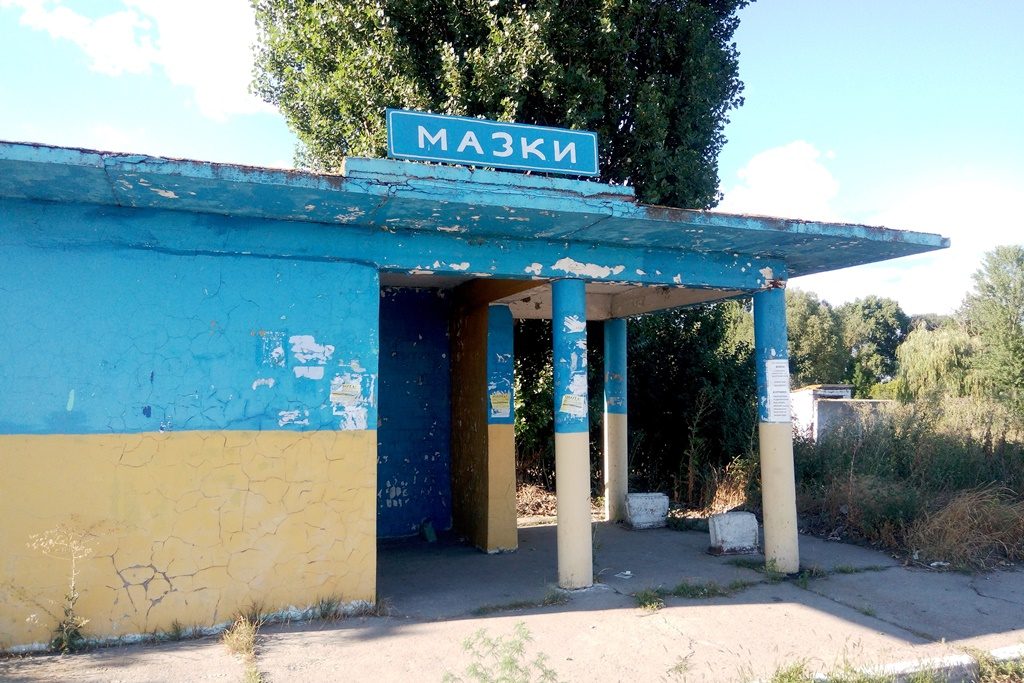
Остановка на Киевской трассе
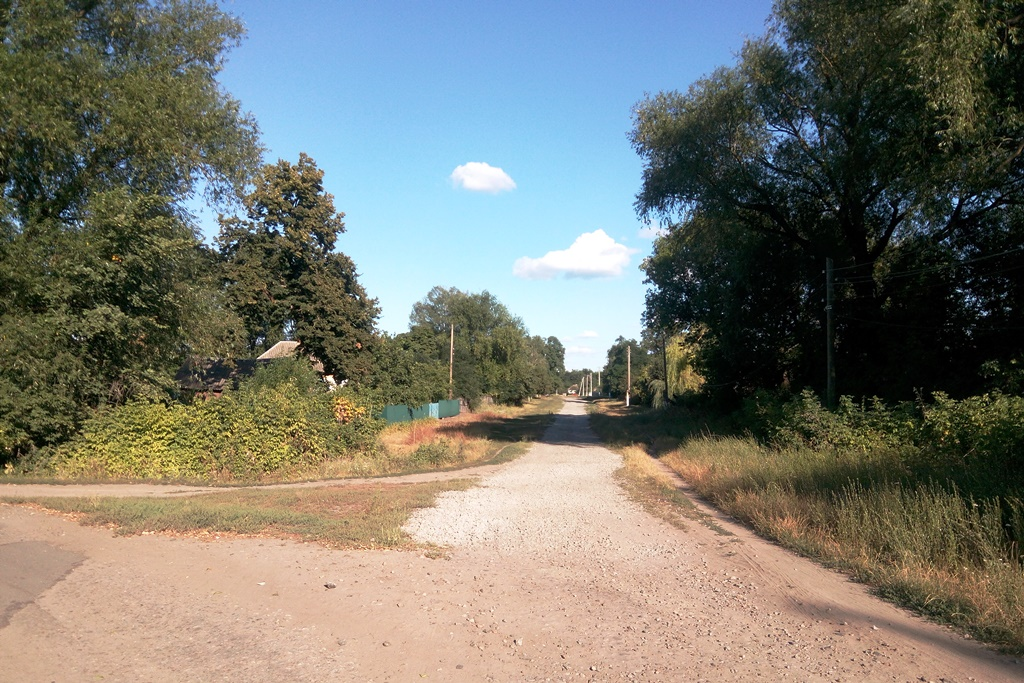
Поворот в сторону Малой Девицы